# Próba znaczka

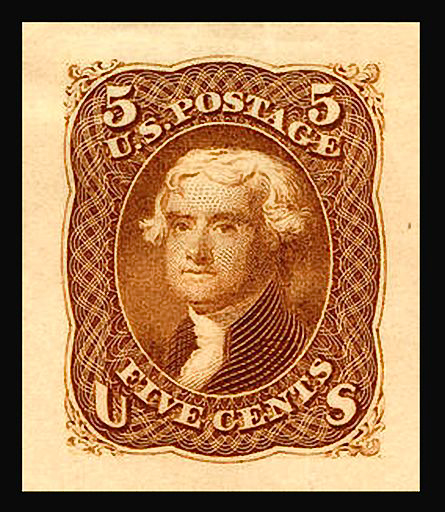

Próba znaczka – odbitka wykonana z pojedynczej kliszy lub pełnej formy drukarskiej.
Próby drukowane są w różnych barwach i stanie wykończenia, na kilku rodzajach papieru. Próby są wytwarzane dla ustalenia końcowego rysunku znaczka, jego barwy, sposobu oddzielenia, kontroli poszczególnych faz produkcji.